# Legitimidad (política)
El término legitimidad (y sus derivados: legítimo(a)) se utiliza en la teoría del Derecho, en la ciencia política y en la filosofía para definir la cualidad de ser conforme a un mandato legal.
En ciencia política, es el concepto con el que se enjuicia la capacidad de un poder para obtener obediencia sin necesidad de recurrir a la coacción que supone la amenaza de la fuerza, de tal forma que un Estado es legítimo si existe un consenso entre los miembros de la comunidad política para aceptar la autoridad vigente. En este sentido el término tiene sus orígenes en el derecho privado sucesorio y aparece vinculado a la política en relación con la restauración monárquica tras la Revolución francesa. Esta apelación inicial a criterios tradicionales como justificación ética del ejercicio personal del poder es aceptada por Max Weber como uno de los tres tipos de legitimidad junto con la legitimación carismática (los subordinados aceptan el poder basándose en la santidad, heroísmo o ejemplaridad de quien lo ejerce) y la legitimación racional (los subordinados aceptan el poder de acuerdo con motivaciones objetivas e impersonales), convirtiéndola prácticamente en sinónimo de legalidad.

## Legitimidad en términos jurídicos
Cuando una norma jurídica es obedecida sin que medie el recurso al monopolio de la ley. Los requisitos que ha de cumplir una norma jurídica para ser legítima son tres: validez, justicia, y eficacia. Esta legitimidad se subdivide en dos: legitimidad formal y material. La formal se entiende como el correcto proceder de los órganos estatales con respecto a todos los procedimientos establecidos en el Ordenamiento Jurídico. La legitimidad material es aquel consenso (reconocimiento) del pueblo creado en aprobación de la ley creada o de la actuación gubernamental.

### La validez
Se refiere a que una norma es válida cuando es emitida por un órgano competente. Así, es inválida una ordenanza municipal del Ayuntamiento de Madrid que pretenda organizar el tráfico de la ciudad de Nueva York, pero son válidas las ordenanzas del Ayuntamiento de Madrid para organizar el tráfico de esa misma ciudad. La validez es expresable en términos más o menos formales y objetivos («puede tal órgano emitir tal norma…»). Ahora bien, si lo vemos desde el punto de vista de la doctrina jurídica, una norma es válida cuando pertenece a un sistema jurídico específico.

### La justicia
Es la voluntad constante de dar a cada uno lo que le corresponde. Subjetivamente, una norma es justa si la población considera mayoritariamente que se atiene a los objetivos colectivos de esa misma sociedad, e injusta si ocurre lo contrario, con independencia de si la considera válida o no. Ocurre en muchos lugares, por ejemplo, que se considera injusto pagar por aparcar en la vía pública, a pesar de las ordenanzas municipales son válidas y obligan a ello. Como contraejemplo, se puede mencionar que entre 1789 y 1849 en el sur de los Estados Unidos, la norma que permitía la esclavitud era subjetivamente justa porque así lo consideraba la mayoría de la población de la región. Objetivamente una norma es justa cuando es precisa y equitativa. Objetivamente las personas no determinan que es justo o injusto, simplemente lo descubren.

### La eficacia
Se refiere al seguimiento o acatamiento de la norma. Una norma es eficaz si la población la cumple, con independencia de si la percibe como justa o válida, e ineficaz si es ampliamente desobedecida. Por ejemplo, la prohibición de aparcar en doble fila suele ser percibida por todo el mundo como algo justo, y es desde luego una prohibición válida. Sin embargo es desobedecida por la gran mayoría de los conductores. La eficacia es una cuestión descriptiva y fáctica, referida a los hechos (“ocurre un acatamiento generalizado de la norma…”).
Así pues:
- La coincidencia de justicia, validez y eficacia en una norma jurídica es la medida de su legitimidad. (Así pues ya que la legitimidad es graduable, cada norma jurídica será más o menos legítima).
- Cuando una norma es percibida por la sociedad como legítima es masivamente obedecida, no siendo necesaria la sanción salvo en casos puntuales. Dicho a la inversa: El cumplimiento de una norma jurídica de manera habitual y sin necesidad de recurso a la violencia suele ser prueba de que es percibida como legítima.
- Cuando una norma es percibida como ilegítima es masivamente desobedecida (a no ser que se recurra, directamente, a la sanción, y por tanto a la violencia). En general, el ejercicio habitual de la sanción y la violencia por parte del Estado para hacer efectivo el cumplimiento de una norma jurídica es síntoma inequívoco de que o bien es inválida, o bien es percibida como injusta, o bien es ineficaz (o dos de las tres o las tres cosas al mismo tiempo).

## Legitimidad en filosofía
La legitimidad en filosofía se considera respecto al conocimiento como saber; es decir, como conocimiento justificado. No se trata del conocimiento como legítimo en sí, cuya competencia correspondería a cada sujeto de forma individual. Nos referimos al «reconocimiento social» del discurso del saber como portador de un contenido verdadero por la legitimidad o, reconocimiento de autoridad, de quien lo pronuncia. Legitimidad aceptada por la comunidad científica en su caso, filosófica en otro, cultural, deportiva, etc. respecto a quien construye o define el discurso como competente
El problema de la legitimación del discurso o relato viene de la mano de la problemática generada en la segunda mitad del siglo XX cuando la ciencia reconoce la influencia de los paradigmas sociales y culturales en los cuales se reconoce la ciencia misma.
La idea de la legitimidad de la ciencia en cuanto tal por su contenido ha sido prácticamente abandonada por la mayoría de los filósofos actuales, una vez establecida la provisionalidad de las teorías científicas así como la imposibilidad de un sistema completo de razones justificantes del conocimiento humano.
Es por ello que algunos llaman a la época actual una sociedad de expertos, en quienes se deposita la legitimación de discursos de «segundo nivel» o «metarrelatos».

## Legitimidad en sentido político
Si la legitimidad jurídica se refiere a la ley, la legitimidad política se refiere al ejercicio del poder. El poder político que es percibido como legítimo será mayoritariamente obedecido, mientras que el percibido como ilegítimo será desobedecido, salvo que se obtenga obediencia por medio de la violencia del Estado.
No debe confundirse legitimidad política con afinidad política. En democracia, los votantes del partido político perdedor pueden lamentarse por haber perdido las elecciones, pero no por ello desobedecen al nuevo gobierno. Tampoco debe confundirse legitimidad con democracia, puesto que durante la Monarquía Absoluta, por ejemplo, el pueblo consideraba masivamente legítimo al monarca, que no había sido elegido por mayoría. 
La legitimidad así entendida es un compromiso entre ambos extremos. Desde luego, la teoría de la legitimidad no prejuzga la bondad o maldad de tal o cual régimen político, sino que examina, simplemente, los mecanismos de mando y obediencia. Resta decir que, en términos generales, cuando el poder pierde su legitimidad deja de ser poder, salvo que ejercite la coacción.

### Autores
El estudio de la legitimidad política así entendido proviene de antiguo. Aristóteles parece presuponer tal concepto de legitimidad al establecer su lista de estados legítimos e ilegítimos. Sin embargo tal distinción se basa en un elemento ajeno a este concepto, que es el "bien común", y no en la percepción subjetiva del binomio gobernante-gobernado. Uno de los primeros pensadores que reflexionó sobre este problema fue Étienne de la Boétie en su famoso “Discurso de la Servidumbre Voluntaria, o el Contra-uno”, publicado anónimamente en 1576. Según Jean-Jacques Rousseau la legitimidad la otorga la voluntad general de los sometidos al poder. Otro pensador preocupado por el problema de la legitimidad política fue Guglielmo Ferrero en su libro “El Poder”. Sin duda el autor clásico en materia de legitimidad es el alemán Max Weber. Desde entonces la legitimidad ha sido un tema recurrente en la Ciencia Política.

#### Norberto Bobbio
El término tiene, para Norberto Bobbio, dos significados: uno genérico y otro específico. En el significado genérico Legitimidad es casi sinónimo de justicia o de razonabilidad (se habla de legitimidad de una decisión o de una actitud, etc). El significado específico aparece a menudo en el lenguaje político. En este contexto el referente más frecuente del concepto es el Estado. Naturalmente aquí nos ocupamos del significado específico. En una primera aproximación se puede definir como el atributo del Estado que consiste en la existencia en una parte relevante de la población de un grado de consenso tal que asegure la obediencia sin que sea necesario, salvo casos marginales, recurrir a la fuerza. Por lo tanto, todo poder trata de ganarse el consenso para que se le reconozca como legítimo, transformando la obediencia en adhesión. La creencia en la legitimidad es pues el elemento integrante de las relaciones de poder que se desarrollan en el ámbito estatal.
Existen procesos de legitimación, en donde se considera al Estado desde el punto de vista sociológico y no jurídico, se comprueba que el proceso de legitimación no tiene como punto de referencia al Estado en su conjunto sino a sus diversos aspectos. En la comunidad política, el régimen, el gobierno y cuando el estado no es independiente, la legitimación del Estado hegemónico al que está subordinado, por lo tanto, es resultado de una serie de elementos dispuestos a favor de su aceptación.